# Assigned to Danger
Assigned to Danger è un film del 1948 diretto da Budd Boetticher.
È un film noir statunitense con Gene Raymond, Noreen Nash e Robert Bice. È incentrato sulle vicende di un investigatore assicurativo (interpretato da Raymond) che indaga su un caso a Los Angeles.

## Trama
Una banda di ex detenuti rapina in un edificio per uffici e il guardiano notturno viene ucciso. Il capo della banda viene ferito e si rifugiano in una loggia della moglie del capo, un investigatore assicurativo si registra alla loggia, fingendosi medico, ed è costretto a operare il capobanda ferito.

## Produzione
Il film, diretto da Budd Boetticher su una sceneggiatura di Eugene Ling e un soggetto di Robert E. Kent, fu prodotto Dallo stesso Ling per la Ben Stoloff Productions e girato da metà dicembre a fine dicembre 1947.

## Distribuzione
Il film fu distribuito negli Stati Uniti dal 19 maggio 1948 al cinema dalla Eagle-Lion Films. È stato distribuito anche in Spagna con il titolo Sentenciado a muerte.